# Ложнослоник красный
Ложнослоник красный (лат. Anthribus fasciatus) — вид жесткокрылых из семейства ложнослоников.

## Описание
Жук длиной от 2,8 до 5 мм. Нечётные промежутки бороздок надкрылий заметно более выпуклые, чем точечные, с рядами чёрных пятен. Боковой край переднеспинки сужен от основания к вершине, у прямоугольных задних углов с очень слабой, малозаметной вырезкой.

## Вариетет
- Anthribus fasciatus var. ventralis Rey, 1893